# Anisotes involucratus
Anisotes involucratus är en akantusväxtart som beskrevs av Adriano Fiori. Anisotes involucratus ingår i släktet Anisotes och familjen akantusväxter. Inga underarter finns listade i Catalogue of Life.